# Grand Prix Formule 1 van Oostenrijk 1976
De Grand Prix Formule 1 van Oostenrijk 1976 werd gehouden op 15 augustus 1976 op de Österreichring.

## Uitslag
| Positie | Nummer | Rijder                   | Team               | Ronden | Tijd/Opgave      | Startplaats | Punten |
| ------- | ------ | ------------------------ | ------------------ | ------ | ---------------- | ----------- | ------ |
| 1       | 28     | John Watson              | Penske-Ford        | 54     | 1:30:07.86       | 2           | 9      |
| 2       | 26     | Jacques Laffite          | Ligier-Matra       | 54     | + 10.79          | 5           | 6      |
| 3       | 6      | Gunnar Nilsson           | Lotus-Ford         | 54     | + 11.98          | 4           | 4      |
| 4       | 11     | James Hunt               | McLaren-Ford       | 54     | + 12.44          | 1           | 3      |
| 5       | 5      | Mario Andretti           | Lotus-Ford         | 54     | + 21.49          | 9           | 2      |
| 6       | 10     | Ronnie Peterson          | March-Ford         | 54     | + 34.34          | 3           | 1      |
| 7       | 12     | Jochen Mass              | McLaren-Ford       | 54     | + 59.45          | 12          |        |
| 8       | 24     | Harald Ertl              | Hesketh-Ford       | 53     | +1 Ronde         | 20          |        |
| 9       | 38     | Henri Pescarolo          | Surtees-Ford       | 52     | +2 Ronden        | 22          |        |
| 10      | 18     | Brett Lunger             | Surtees-Ford       | 51     | Ongeluk          | 16          |        |
| 11      | 39     | Alessandro Pesenti-Rossi | Tyrrell-Ford       | 51     | +3 Ronden        | 23          |        |
| 12      | 33     | Lella Lombardi           | Brabham-Ford       | 50     | +4 Ronden        | 24          |        |
| NF      | 22     | Hans Binder              | Ensign-Ford        | 47     | Gaspedaal        | 19          |        |
| NC      | 32     | Loris Kessel             | Brabham-Ford       | 44     | Niet geklasseerd | 25          |        |
| NF      | 9      | Vittorio Brambilla       | March-Ford         | 43     | Ongeluk          | 7           |        |
| NF      | 30     | Emerson Fittipaldi       | Fittipaldi-Ford    | 43     | Ongeluk          | 17          |        |
| NF      | 8      | Carlos Pace              | Brabham-Alfa Romeo | 40     | Ongeluk          | 18          |        |
| NF      | 17     | Jean-Pierre Jarier       | Shadow-Ford        | 40     | Benzinepomp      | 8           |        |
| NF      | 19     | Alan Jones               | Surtees-Ford       | 30     | Ongeluk          | 15          |        |
| NF      | 34     | Hans Joachim Stuck       | March-Ford         | 26     | Benzinesysteem   | 11          |        |
| NF      | 4      | Patrick Depailler        | Tyrrell-Ford       | 24     | Ophanging        | 13          |        |
| NF      | 20     | Arturo Merzario          | Wolf-Ford          | 17     | Ongeluk          | 21          |        |
| NF      | 16     | Tom Pryce                | Shadow-Ford        | 14     | Remmen           | 6           |        |
| NF      | 3      | Jody Scheckter           | Tyrrell-Ford       | 14     | Ophanging        | 10          |        |
| NF      | 7      | Carlos Reutemann         | Brabham-Alfa Romeo | 0      | Koppeling        | 14          |        |

## Wetenswaardigheden
- Het was de enige overwinning ooit voor Penske in de Formule 1.

## Statistieken
| Pole-position | James Hunt | McLaren-Ford | 1:35.02 |
| Snelste ronde | James Hunt | McLaren-Ford | 1:35.91 |

## Noot
- Dit was het debuut van de Oostenrijkse coureurs Hans Binder, Karl Oppitzhauser en Otto Stuppacher.
- Honderdste Grand Prix-start voor een Braziliaanse coureur.
- Eerste rondes als raceleider en Grand Prix-winst voor John Watson.

1963 · 1964 · 1970 · 1971 · 1972 · 1973 · 1974 · 1975 · 1976 · 1977 · 1978 · 1979 · 1980 · 1981 · 1982 · 1983 · 1984 · 1985 · 1986 · 1987 · 1997 · 1998 · 1999 · 2000 · 2001 · 2002 · 2003 · 2014 · 2015 · 2016 · 2017 · 2018 · 2019 · 2020 · 2021 · 2022 · 2023 · 2024 · 2025